# 소송승계
소송승계(訴訟承繼)는 소송 도중에 당사자를 다른 사람으로 바꾸지 않으면 아니 될 사정에 이른 경우에 새로운 당사자가 그 때까지의 소송경과를 전적으로 승계하면서 먼저 당사자와 대체하는 것을 말한다.

## 당연승계
當然承繼 당사자가 사망한 경우에는 그 상속인이, 회사 등 법인인 당사자가 합병에 의하여 소멸된 경우에는 합병에 의하여 새로이 탄생된 법인이, 각각 앞의 당사자의 지위를 인수한다. 특히 당사자의 신청 또는 법원의 지시를 기다릴 필요도 없이 위와 같은 원인이 있다면 당연히 일어나는 것이므로 당연승계라고 한다.

## 참가승계
參加承繼 소송의 목적으로 되어 있는 물건이나 채권 채무가 소송진행 중에 제3자에게 양도되어 있는 경우도 있다. 예를 들면 외상대금의 청구를 하고 있는 상점주인이 그 영업을 제3자에게 포괄해서 양도한 경우에는 그외상판매 채권(을 訴에 의하여 청구하고 있는 지위도 양수인에게 이전된다. 따라서 원고는 채권자(로서 소송하고 있는 자)가 아닌데도 소송하고 있는 것으로 되어 패소를 면치 못한다. 그래서 새로운 채권자로서 양수인이 원고의 지위를 인계받기 위하여 소송에 참가하고, 이전의 원고는 소송에서 탈퇴한다고 하는 것이 참가승계이다. 여기에서 참가는 독립 당사자 참가의 형식에 의한다.

## 인수승계
引受承繼 참가승계에 대한 말로서 소송의 계속(係屬)중 제3자가 그 소송의 목적인 채무를 승계하였을 때, 법원이 당사자의 신청에 의하여 제3자로 하여금 소송을 인수시키는 경우를 말한다. 인수신청이 허용되면 승계인은 전주(前主)의 지위를 승계하여 당사자로서 소송을 계속한다.

## 판례
주식의 양수인이 명의개서절차를 거치지 않은 채 신주발행무효의 소에 승계참가를 신청하여 소송절차가 진행되었더라도, 변론종결 이전에 주주명부에 명의개서를 마친 후 명의개서 이전의 소송행위를 추인할 수 있다